# Place Chardonnet
La place Chardonnet est une place publique du quartier des pentes de la Croix-Rousse dans le 1er arrondissement de Lyon, en France.

## Généralités

### Description
Place carrée qui est entourée d'immeubles sobres du début du XIXe siècle dans le style canut avec de nombreuses et hautes fenêtres, son centre est dédié au monument et entouré de plusieurs marronniers
Elle est dédiée au Comte Hilaire de Chardonnet, inventeur de la soie artificielle qui mit au point la méthode permettant de filer la cellulose du bois. Ce sont les développements de cette technique qui firent la fortune de la firme lyonnaise Rhodiaceta et les origines des tissus techniques que produisent de nombreuses sociétés lyonnaises.

### Voies adjacentes
La place Chardonnet se trouve au cœur des pentes de la Croix Rousse, elle borde au nord la Rue des Tables-Claudiennes et au sud la rue Burdeau par les escaliers de la montée du Perron. Elle sert de parking jusqu'en 2019, année où des travaux pour la transformer en place sont proposés puis votés par le conseil de quartier haut et cœur des pentes.
Au numéro 2, une traboule permet de rejoindre la rue Burdeau. Les rambardes qui finissent la place au sud permettent de s'accouder pour regarder la rue Burdeau d'en haut.

## Histoire
La place Chardonnet porte à l'origine le nom de place du Perron.
Après avoir été le lieu du temple romain d'Auguste, cette zone fut délaissée puis consacrée à l'agriculture jusqu'au XIXe siècle au cours duquel l'essor de La Fabrique, l'ensemble du tissage, surtout de la soie, nécessita de construire pour abriter les métiers à tisser et les Canuts qui en tiraient les beaux tissus firent la fortune de la ville de Lyon,,.
La place elle-même n’est réalisée qu’à partir de 1838, et terminée en 1841. Les escaliers monumentaux seront eux construits en 1841, aux frais des Frères Donzel qui en dédommagement deviennent propriétaires des magasins situés sous les arcades voûtées de l’escalier. La place du Perron prend son nom actuel en 1928.
Ces soutènements et double escaliers sont constitutifs du paysage des Pentes ; et figurent parmi les éléments les plus emblématiques, à l’instar du passage Thiaffait ou de l’église Saint-Polycarpe.
En 2019, à la suite de la proposition du conseil de quartier et de la Fabrique de la ville, « ce n’est pas un parking mais une place publique », des travaux sont prévus en vue de transformer la place de parking en lieu de vie.
En septembre 2021, le projet d'un retour au statut de « place de vie » en remplacement du parking fait l'objet d'un article dans le journal régional Le Progrès.

## Monument à Hilaire de Chardonnet
En 1928 est érigée un monument sculpté par Jean-Baptiste Larrivé et avec comme architecte Charles Meysson. Dans un style des années 30, à travers deux bas-reliefs elle rend hommage à Hilaire de Chardonnet, inventeur de la soie artificielle. D'un côté, un personnage manie des outils scientifiques tandis que de l'autre une femme tisse de la soie et une autre soulève un voile issu de ce tissage.

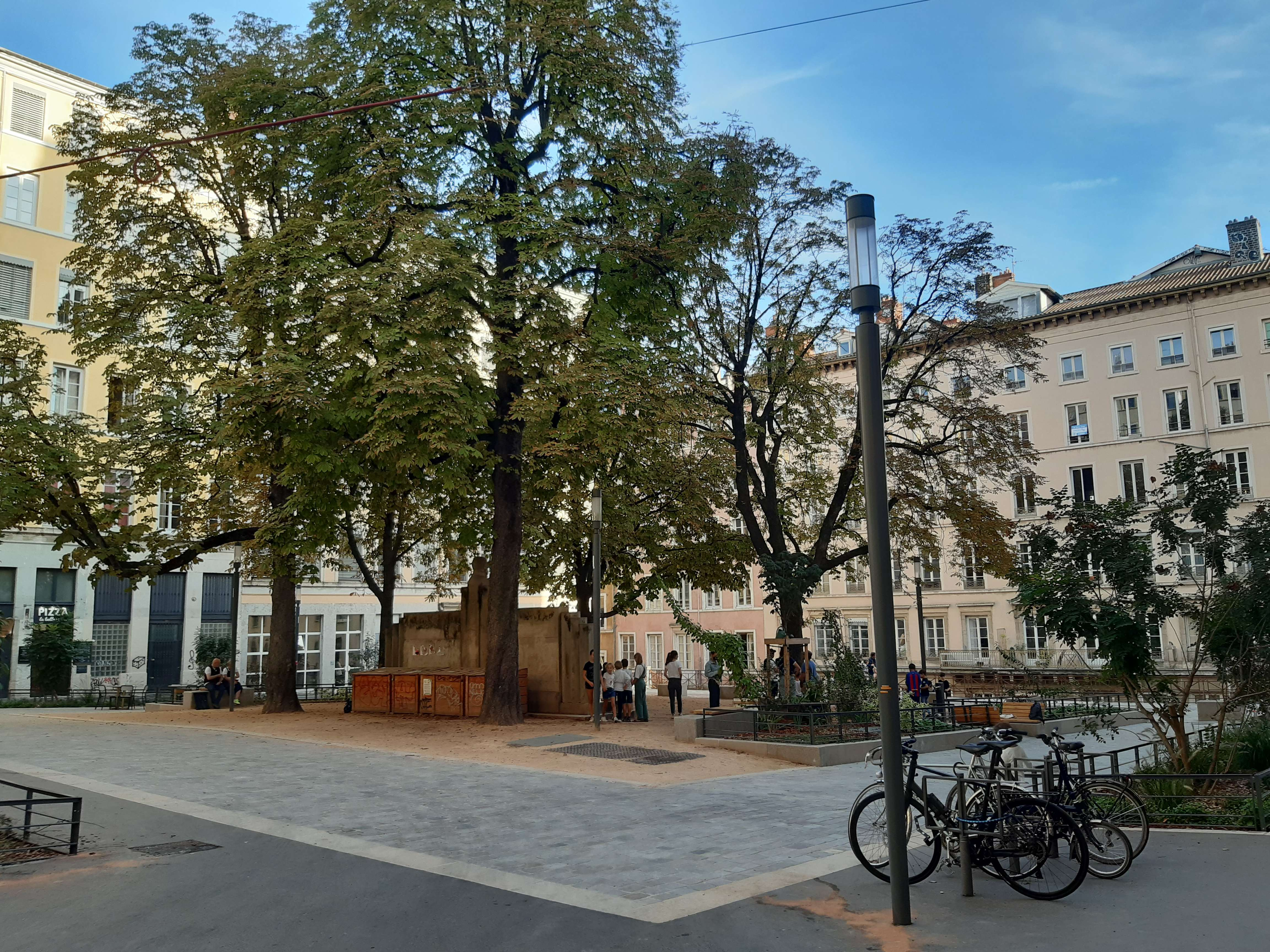
Vers 18 heures, la place reçoit des enfants, des parents, des chiens en balade et d'autres formes de vie de quartier.